# キラリ!美少女
『キラリ!美少女』（キラリ びしょうじょ）は、1988年4月10日から同年9月25日まで一部テレビ朝日系列局で放送されていたテレビ朝日製作のバラエティ番組である。放送時間は毎週日曜 12:00 - 12:45 （日本標準時）。

## 概要
同年4月3日まで同時間帯で放送されていた『美少女学園』の後継番組で、引き続き藤谷美紀が出演していた。前番組は元々は藤谷ほか「第1回 全日本国民的美少女コンテスト」の受賞者たちが演じるテレビドラマがメインだったが、後にバラエティ企画の方がメインになっていった。本番組はこのリニューアル以後の内容を受け継いでおり、同様にバラエティ企画を前面に押し出していた。司会は錦織一清と大島智子（現・大島さと子）が担当。
主な企画として、藤谷が視聴者の下へ出向き、彼らが用意したコンテに従ってCM作りをする「お役に立ちます美少女美紀」があった。他に、番組に応募してきた一般人少女を紹介するコーナーもあり、その中から抜擢された者は書類審査無しで「第2回 全日本国民的美少女コンテスト」に出場できた。

## 出演者

### 司会
- 錦織一清（少年隊）
- 大島智子

### その他の主な出演者
- 藤谷美紀
- 斉木しげる（シティボーイズ）

## 備考
系列局の朝日放送はこの時間帯にローカル番組の『八方・きん枝のチェック・ザ・芸能界』を放送しており、本番組は未放送だった。